# Aigle Royal
El Aigle Royal fue un equipo de fútbol de Gabón que alguna vez jugó en la Primera División de Gabón, la liga de fútbol más importante del país.

## Historia
Fue fundado en el año 1955 en la capital Libreville y uno de los equipos fundadores del Championnat de l'Estuaire en 1966. Fue un equipo constante en esa liga, incluso la ganaron en 2 ocasiones en los años 1960s, aunque cuando cayó la liga en 1974, el club dejó de participar en la liga, aunque ésta existió hasta 1977, cuando dio paso a la actual Primera División de Gabón un año después.
A nivel internacional participó en la Copa Africana de Clubes Campeones 1970, en la cual fue eliminado en la primera ronda por el CARA Brazzaville de Congo-Brazzaville.

## Palmarés
- Championnat de l'Estuaire: 2

1967/68, 1968/69

## Participación en competiciones de la CAF
| Temporada | Torneo                            | Ronda | Club | Casa | Visita | Global  |
| --------- | --------------------------------- | ----- | ---- | ---- | ------ | ------- |
| 1970      | Copa Africana de Clubes Campeones | 1     | CARA | 5-2  | 0-3    | 5-5 (a) |